# Synchrolift

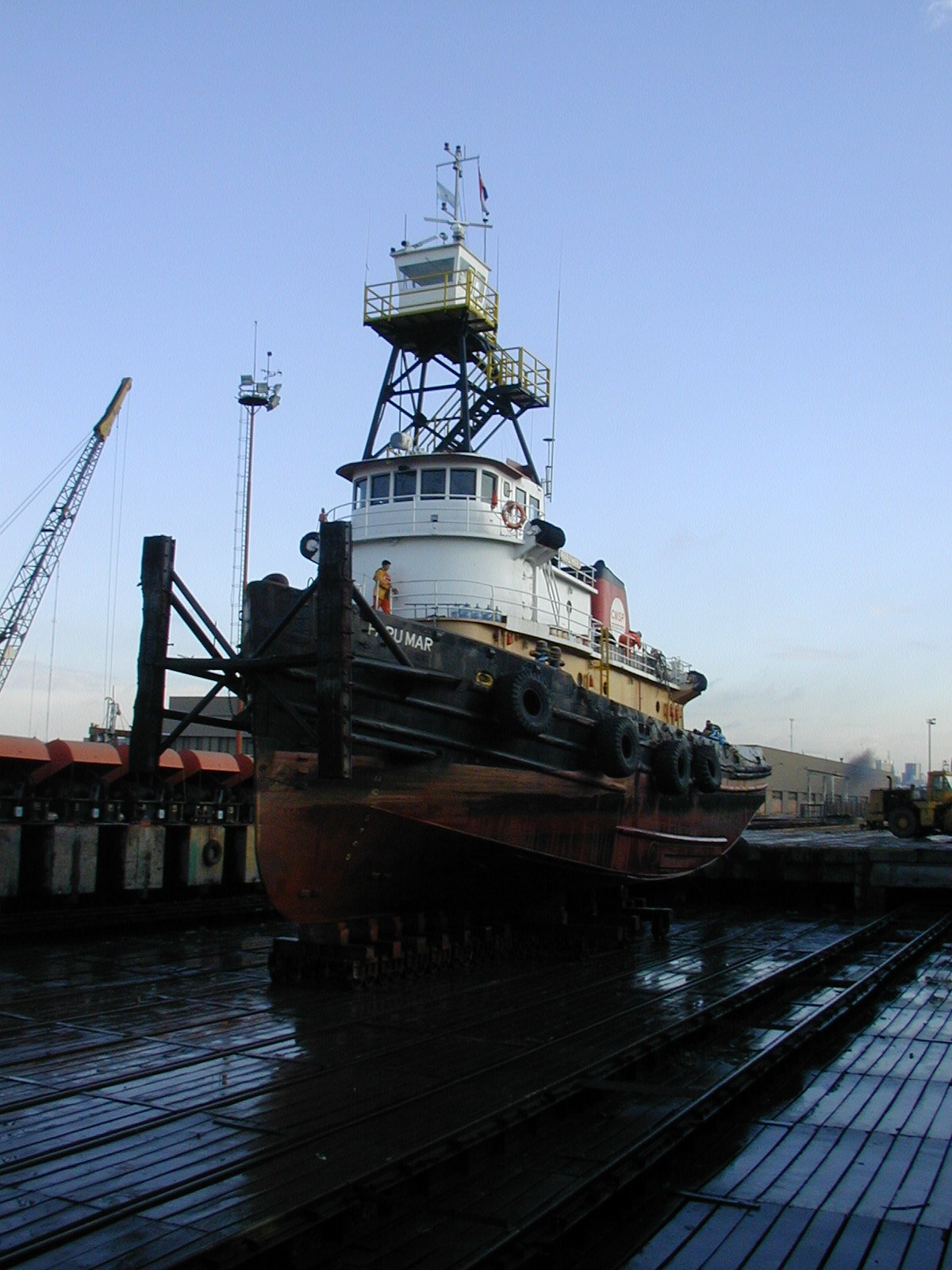
Syncrolift, Buenos Aires

Un synchrolift o syncrolift és un sistema per aixecar embarcacions fora de l'aigua per a tasques de manteniment o reparació. La nau és maniobrada sobre un bressol submergit que després és hissada per una sèrie de cabrestants o muntacàrregues electromecànics sincronitzats que col·loquen la plataforma a nivell del pis. En ser posada en sec, l'embarcació és situada sobre bogies al llarg de la seva eslora, que permeten que sigui remolcada sobre vies a les graderies de treball mitjançant un carro de transferència. La separació entre el lloc d'elevació i el de reparació permet desocupar el synchrolift i es pot treballar amb diversos vaixells simultàniament.
Els synchrolifts de major grandària poden aixecar vaixells de fins a 100 000 tones de pes mort A causa d'aquesta capacitat, els syncrolifts han reemplaçat gairebé totalment als antics sistemes de dic sec, la majoria dels quals només poden manejar un vaixell alhora.
Synchrolift va ser una empresa nord-americana fabricant d'aquests elevadors, fundada per l'enginyer Raymond Pearlson, inventor del dispositiu. Rolls Royce Group Plc la va adquirir en 1989.